# Penitenciarul Rahova
Penitenciarul Rahova este o închisoare de maximă securitate în București, România

## Istoric
Penitenciarul de Maximă Siguranță București Rahova este situat la 8 km de centrul capitalei, pe șoseaua spre Alexandria. 
Construcția sa a început în anul 1991 pe amplasamentul vechiului penitenciar care a funcționat la o capacitate de 2250 persoane, începând cu 1973 până în anul 1988 când a fost demolat. Darea în folosință a celui actual s-a făcut în etape începând cu anul 1997.
Perimetrul total atribuit este de 92.200 mp din care s-a construit și împrejmuit o suprafață de 62.100 mp.
Este un penitenciar profilat pe deținerea arestaților preventivi (bărbați) și a condamnaților (bărbați) clasificați în regim închis.
Unitatea are 8 secții de deținere interioară și o secție de deținere exterioară. Acestea conțin un număr 239 camere de deținere cu capacitate cuprinsă între 4 și 10 paturi, capacitatea legală de deținere fiind de 1.685 locuri la sediul penitenciarului și de 40 locuri la GAZ Bragadiru. În plus, pe interiorul secțiilor de deținere sunt amenajate cabinete medicale, cluburi, săli de forță. De asemenea, în incinta penitenciarului sunt amenajate în aer liber 2 terenuri de sport, un spațiu cu săli de clasă, o biserică etc.
Pentru asigurarea condițiilor necesare custodierii persoanelor private de libertate pe perioada executării pedepselor, Penitenciarul București-Rahova dispune de facilități administrative, incluzând aici un bloc alimentar, ateliere, magazii, garaj auto etc.
În exteriorul amplasamentului din București, penitenciarul dispune de o fermă agrozootehnică (GAZ) în localitatea Bragadiru, unde există posibilitatea cultivării terenurilor în vederea asigurării unor produse necesare preparării hranei persoanelor private de libertate custodiate.
Activitatea Penitenciarului București-Rahova se bazează pe lege, ordine și instrucțiuni și nu în ultimul rând pe încrederea comunității locale, fapt ce atestă încă o dată că suntem un partener social apt să gestioneze eficient resursele statului pentru resocializarea persoanelor care au comis infracțiuni. Coordonatele în acest domeniu se înscriu pe trei axe: încadrarea în prevederile UE cu privire la procesul custodial și social, valorizarea funcției educative comparativ cu funcția custodială și exploatarea la maxim a resurselor societății civile, singura în măsură să aloce capitalul uman necesar pentru recuperarea morală și socială a persoanelor care au săvârșit infracțiuni.